# Wilberforce Eaves
Dr. Wilberforce Eaves MBE (Melbourne, Austràlia, 10 de desembre de 1867 − Londres, 10 de febrer de 1920) fou un tennista britànic, que aconseguí guanyar una medalla de bronze olímpica en els Jocs Olímpics de Londres 1908.

## Biografia
Els anys 1895, 1896 i 1897 es va classificar per a la final de l'All Comers Final de Wimbledon però en els tres anys fou vençut per Wilfred Baddeley, Harold Mahony i Reginald Doherty, malgrat que en la primera ocasió va disposar de diversos punts de partit a favor per imposar-se. En aquesta època, la final del torneig la disputava el defensor del títol contra el vencedor de l'All Comers Final. El 1897 va esdevenir el primer tennista no estatunidenc en disputar la final del U.S. Championships, però també fou derrotat per Robert Wrenn.
A nivell nacional va impostar ens els campionats irlandès, gal·lès, escocès i britànic.
Posteriorment va servir en la Segona Guerra Bòer i també va participar temporalment en la Royal Army Medical Corps durant l'inici de la Primera Guerra Mundial.

## Torneigs de Grand Slam

### Individual: 1 (0−1)
| Resultat  | Núm. | Any  | Campionat                                          | Superfície | Oponent a la final | Marcador                |
| --------- | ---- | ---- | -------------------------------------------------- | ---------- | ------------------ | ----------------------- |
| Finalista | 1.   | 1897 | U.S. National Championships, Newport, Estats Units | Herba      | Robert Wrenn       | 6−4, 6−8, 3−6, 6−2, 2−6 |

## Jocs Olímpics

### Individual
| Any  | Campionat                          |
| ---- | ---------------------------------- |
| 1908 | Jocs Olímpics, Londres, Regne Unit |